# Goran Petrović
Pour les articles homonymes, voir Petrović.
Goran Petrović (en serbe en écriture cyrillique : Горан Петровић) né le 1er juillet 1961 à Kraljevo (république socialiste de Serbie, république fédérative socialiste de Yougoslavie) et mort le 26 janvier 2024 à Belgrade (Serbie), est un écrivain yougoslave puis serbe. Il est membre de l'Académie serbe des sciences et des arts.

## Biographie
Après des études de lettres à la Faculté de philologie de l'université de Belgrade, Goran Petrović devient bibliothécaire et travaille à côté du monastère de Žiča, situé près de sa ville natale.
Il figure parmi les meilleurs auteurs de la jeune génération serbe. À partir de 1989, il publie des recueils de nouvelles et romans primés à plusieurs reprises dans son pays. Son deuxième roman, Le Siège de l'église Saint-Sauveur (Opsada crkve Svetog Spasa), paru en 1997, remporte la même année le prix Meša-Selimović. En 2000, il reçoit le prix NIN pour son roman Soixante-neuf tiroirs (Ситничарница „Код срећне руке"). Dans ce roman, le premier à avoir été traduit en français et dont le titre serbe (Ситничарница „Код срећне руке") se traduit littéralement par La boutique « À la main heureuse », le récit met en scène des lecteurs qui se rencontrent — au sens propre — dans les livres. En 2006, il reçoit encore le prix Andrić pour son roman Razlike,.
Avec David Albahari et Svetislav Basara, avec qui il est censé former « le triangle des lettres serbes », il fait partie de la nouvelle génération d'auteurs de la littérature serbe. Les ouvrages de Goran Petrović sont traduits en de nombreuses langues, dont le français, l'italien, le polonais, l'anglais, le russe et l'espagnol.

### Mort
Goran Petrović meurt le 26 janvier 2024 à Belgrade (Serbie) à l’âge de 62 ans.

## Œuvres

### Romans
- Atlas opisan nebom (1993) Publié en français sous le titre L'Atlas des reflets célestes, traduit par Gojko Lukić, Lausanne, Éditions Noir sur Blanc, coll. « Notabilia » no 21, 2015  (ISBN 978-2-88250-382-4)
- Opsada crkve Svetog Spasa (1997) Publié en français sous le titre Le Siège de l'église Saint-Sauveur, traduit par Gojko Lukić, Paris, Éditions du Seuil, 2006  (ISBN 2-02-079015-7)
- Sitničarnica “Kod srećne ruke” (2000) Publié en français sous le titre Soixante-neuf Tiroirs, traduit par Gojko Lukić et Gabriel Iaculli, Paris/Monaco, Éditions du Rocher, 2003  (ISBN 2-268-04471-8) ; réédition, Paris, Le Serpent à plumes, coll. « Motifs » no 255, 2006  (ISBN 2-268-05789-5) ; réédition, Paris, Zulma, coll. « A/Z », 2021  (ISBN 979-10-387-0028-4)
- Ispod tavanice koja se ljuspa (2006) Publié en français sous le titre Sous un ciel qui s'écaille : cinéroman, traduit par Gojko Lukić et Gabriel Iaculli, Montréal, Les Allusifs no 90, 2010  (ISBN 978-2-923682-08-2) ; réédition, Paris, 10/18 no 4885, 2015  (ISBN 978-2-264-05568-2)

### Recueils de nouvelles, de poésie ou de récits

#### Originaux en serbe
- Saveti za lakši život (1989)
- Ostrovo i okolne priče (1996)
- Bližnji (2002)
- Све што знам о времену (2003)
- Razlike (2006)

#### Traduction en français
- Tout ce que je sais du temps : nouvelles [« Све што знам о времену »] (trad. du serbe), Lausanne/Paris, Noir sur Blanc,‎ 2019, 202 p. (ISBN 978-2-88250-591-0)

### Théâtre
- Skela (2004)